# Kyle Smith (Curler)
Kyle Smith (* 9. Juli 1992 in Perth) ist ein schottischer Curler. Er spielt momentan auf der Position des Third im Team von Skip Glen Muirhead.

## Karriere
Smith begann seine internationale Karriere bei der Juniorenweltmeisterschaft 2012, wo er als Skip des schottischen Teams die Bronzemedaille gewinnen konnte. Bei der Juniorenweltmeisterschaft 2013 wurde er mit seinem Team Weltmeister. Bei seiner letzten Teilnahme 2014 erreicht er mit einer Silbermedaille erneut einen Podiumsplatz.
Bei der Winter-Universiade 2013 gewann er als Skip des Teams des Scottish Agricultural College, Edinburgh, die Silbermedaille. Eine weitere Medaille errang er 2015 als Skip des Teams des Scotland's Rural College, Aberdeen, durch einen dritten Platz. 
Bei der Europameisterschaft 2017 in St. Gallen konnte Smith als Skip nach einem Halbfinalsieg gegen die Schweiz (Skip: Peter de Cruz) in das Finale gegen das schwedische Team von Niklas Edin einziehen, verlor dort aber 10:5, da es den Schweden gelang, im letzten End vier Steine zu stehlen.
Smith vertrat mit seinen Teamkollegen (Third: Thomas Muirhead, Second: Kyle Waddell, Lead: Cameron Smith, Alternate: Glen Muirhead) Großbritannien bei den Olympischen Winterspielen 2018. Nach fünf Siegen und vier Niederlagen in der Round Robin stand seine Mannschaft zusammen mit der Schweiz auf einem geteilten vierten Platz und musste für den Einzug in die Finalrunde einen Tie-Breaker gegen das Team von Peter de Cruz spielen. Die Briten unterlagen den Schweizern mit 5:9 und schlossen damit das olympische Turnier auf dem fünften Platz ab.
Für die Saison 2018/19 wurde sein Team umgestellt. Smith spielt seither auf der Position des Third, während der bisherige Alternate Glen Muirhead die Position des Skips übernommen hat; Second ist Thomas Muirhead und Lead Cameron Smith.
Smith spielt mit seinem Team auch auf der World Curling Tour und konnte mehrere Wettbewerbe gewinnen.

## Privatleben
Smith ist der Sohn des schottischen Curlers David Smith, der 1991 die Goldmedaille bei der Weltmeisterschaft gewonnen hat. Sein Bruder Cameron spielt mit ihm im gleichen Team und seine jüngere Schwester Mili nahm für Großbritannien am Curling-Wettbewerb bei den Olympischen Jugend-Winterspielen 2016 teil. Sein Onkel Peter gewann zusammen mit seinem Vater die Weltmeisterschaft 1991 und unter David Murdoch als Skip die Weltmeisterschaften 2006 und 2009; außerdem war er Teil des britischen Curling-Teams bei den Olympischen Winterspielen 2010.